# Adrienne C. Moore

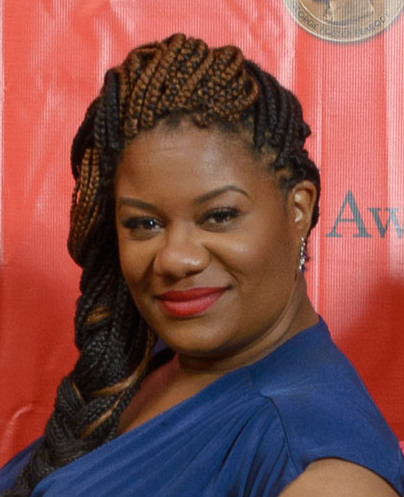
Adrienne C. Moore (2014)

Adrienne C. Moore (geb. 14. August 1980 in Nashville, Tennessee) ist eine US-amerikanische Schauspielerin, bekannt für die Darstellung der Cindy „Black Cindy“ Hayes in der Netflix-Serie Orange Is the New Black.

## Leben und Karriere
Moore begann ihre Karriere am Theater in Off-Broadway-Produktionen. Vor ihrer Rolle in Orange Is the New Black hatte sie kleine Rollen in Blue Bloods and 30 Rock.
Moore ist bekannt für die Rolle der Cindy „Black Cindy“ Hayes in the Netflix-Serie Orange Is the New Black. Sie hatte eine wiederkehrende Rolle in den ersten beiden Staffeln und eine Hauptrolle in der dritten Staffel. 2014 erhielt Moore ihre erste NAACP-Image-Award-Nominierung für ihren Auftritt in der Serie. Moore trat ebenso in dem Film The Lennon Report auf; der Film handelt von der Nacht, in der John Lennon 1980 erschossen wurde.

## Filmografie (Auswahl)
- 2008: How We Got Over
- 2012: Blue Bloods – Crime Scene New York (Blue Bloods, Fernsehserie, Folge 2x21)
- 2012: 30 Rock (Fernsehserie, 2 Folgen)
- 2013–2019: Orange Is the New Black (Fernsehserie, 73 Folgen)
- 2015: The Lennon Report
- 2015: Law & Order: Special Victims Unit (Fernsehserie, Folge 17x03)
- 2018: Homeland (Fernsehserie, Folge 7x10)
- 2019: Wonder Woman: Bloodlines (Stimme als Etta Candy)
- 2020: Moderne Verführung (Modern Persuasion)
- 2021–2023: Pretty Hard Cases (Fernsehserie, 32 Folgen)
- 2024: Juror #2
- 2025: Poker Face (Fernsehserie, Folge 2x06)